# Francisco Delicado
Francisco Delgado, que latinizó su nombre a Delicado  (c. 1475-c. 1535), fue un clérigo, médico, editor y escritor español de la época del Renacimiento.

## Biografía
No se sabe apenas nada sobre su origen, aparte de lo que cuenta en sus obras, publicadas la mayor parte de ellas en Roma y Venecia. Aunque se confiesa natural de Martos (Jaén), sólo pasó allí su infancia y primera juventud y no nació allí, sino en Córdoba o en otro lugar de esa diócesis. Por sus conocimientos sobre las costumbres de los judíos conversos, es posible que él lo fuera y por ello tuviera algún interés en ocultar su lugar de nacimiento. 
Fue discípulo de Antonio de Nebrija, recibió órdenes sagradas y fue vicario del valle de Cabezuela. Quizá su primera obra fuera el pequeño tratado De consolatione infirmorum (Roma, 1525).
Marchó a Italia a fines del siglo XV, posiblemente en 1492, y residió en Roma entre 1523 y 1527; allí publicó en 1525 un opúsculo en italiano sobre las propiedades curativas del palo de Indias con respecto a la sífilis que el propio autor padecía: El modo de adoperare el legno de India Occidentale (Roma, 1525, pero conocido a través de la edición veneciana de 1529). También publicó Spechio [sic] vulgare per li sacerdoti che administraranno li sacramenti in ciascheduna parrochia (Roma, 1525). Abandonó la ciudad tras el Saqueo de esa ciudad por parte de las tropas de Carlos I, que provocó un gran sentimiento antiespañol.
Huido de Roma en 1527, se estableció en Venecia, y allí publicó su obra más famosa en 1528, el Retrato de la Lozana andaluza. El éxito le animó a seguir con negocios de impresión y en 1533 editó también en Venecia un Amadís de Gaula y, al año siguiente, el Los tres libros del caballero Primaleón y Polendos su hermano, que forma parte del ciclo del Palmerín de Inglaterra. Publicó además magníficas ediciones de La Celestina (1531 y 1534) y de la Cárcel de amor de Diego de San Pedro.
En Venecia conoció al embajador y humanista Andrea Navagero, quien le interesó por las antigüedades hispánicas. En su retiro veneciano escribió también en italiano un librito en el que, entre otras cosas, se refiere al saqueo de Roma.

## La lozana andaluza

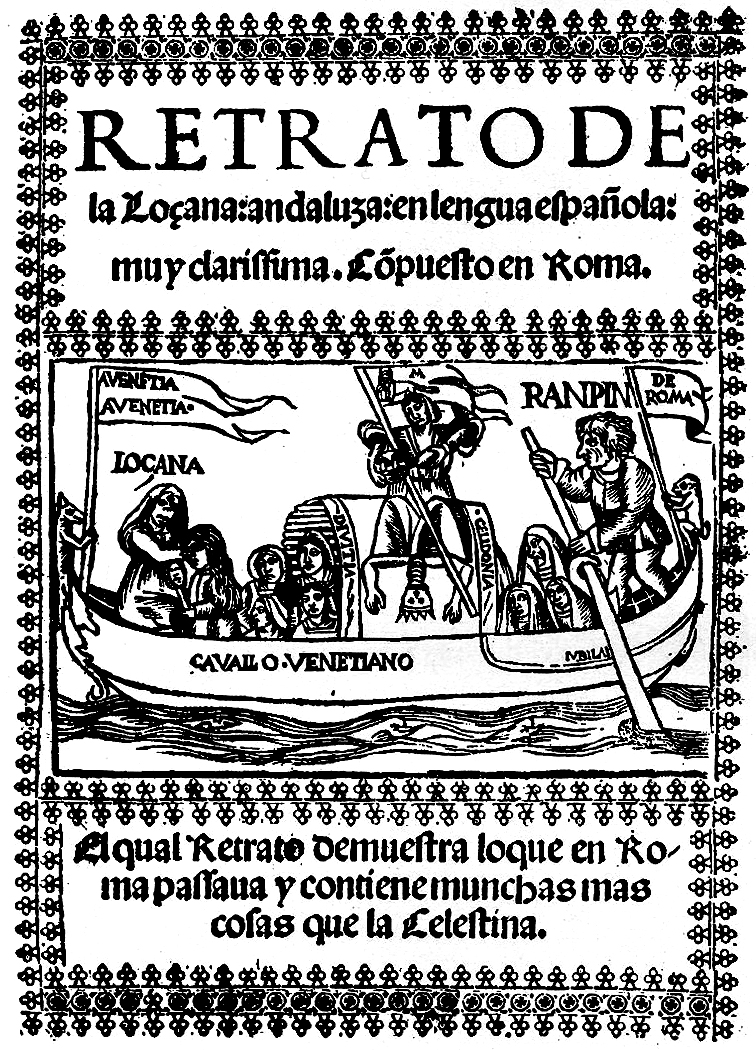
La Lozana andaluza, Venecia, 1528.

Compuesta enteramente en forma dialogada, su estilo es muy vivo y natural y toma por modelo el de La Celestina, pero su lenguaje está trufado de italianismos de dialecto romano e incluso de dialectalismos andaluces de la provincia de Jaén. El autor era un gran lector y hace decir a su personaje: «Quiero que me leáys, vos que tenéys gracia, las Coplas de Fajardo y la Comedia Tinalaria y a Celestina, que huelgo de oyr leer estas cosas mucho», así que conocía la Propalladia de Bartolomé de Torres Naharro, también influida por Fernando de Rojas, y el hecho de que destaque la comedia «a noticia» Tinelaria, donde se emplea una lengua macarrónica mezcla de varios dialectos y lenguas españolas, portugués, latín, italiano, francés y alemán, demuestra que el uso de un estilo parecido es consciente por parte de Delicado. El Retrato de la lozana andaluza es una novela picaresca muy influida por el género celestinesco, ya que adopta la forma dialogada, como él; su propósito esencial es criticar los vicios de la Roma del Renacimiento, más en concreto la del papa Médici Clemente VII, de forma que utiliza el mismo ambiente que los Ragionamienti (1534-1536) de Pietro Aretino, compuestos con similar intención. 
Pero en la obra destaca por sobre todos los otros méritos la descripción de caracteres, en particular de uno de los primeros estrictamente libres e independientes de una mujer, personaje principal de la obra:
Ella tenía gran ver e ingenio diabólico y gran conocer, y en ver un hombre sabía cuánto valía, y qué tenía, y qué le podía dar, y qué le podía ella sacar. Y miraba también cómo hacían aquellas que entonces eran en la cibdad, y notaba lo que le parecía a ella que le había de aprovechar, para ser siempre libre y no sujeta a ninguno, como después veremos
Su argumento es el siguiente: después de la muerte de su padre, la exuberante y vitalista andaluza Aldonza viaja por toda España con su madre y al morir esta también viaja a Sevilla para vivir con una tía. Allí conoce a un joven mercader genovés y huye con él a Cádiz. El padre del joven cree que ella es una cazafortunas y ordena a sus servidores que la maten. Aldonza logra escapar y huye a Roma, donde tiene lugar la mayor parte de la obra. Su ascenso a la riqueza y a la vida social es narrado desde una perspectiva llena de ironía, cargada de descripciones y detalles. Como otras heroínas de la picaresca, aprende a medida que adquiere experiencia y se da cuenta de que los trucos y los engaños son armas indispensables para tener éxito. Al final de su vida se retira a la isla de Lipari con su sirviente Rampín y con todas sus riquezas, así que, al contrario de lo que suele suceder en la fatalista y determinista novela picaresca, la novela termina bien.

## Obra
- De consolatione infirmorum, (Roma, 1525).
- El modo de adoperare el legno de India occidentale: Salutifero remedio a ogni piaga et mal incurabile (Roma, 1525; más conocido a través de la segunda edición veneciana de 1529).
- Spechio vulgare per li sacerdoti che administraranno li sacramenti in ciascheduna parrochia (Roma, 1525)
- Retrato de la Lozana andaluza (Venecia, 1528).